# Крупецька сільська рада (Радивилівський район)
Крупе́цька сільська́ ра́да — орган місцевого самоврядування в Радивилівському районі Рівненської області. Адміністративний центр — село Крупець. Крупецька об'єднана територіальна громада утворена 15 грудня 2015 року; перші місцеві вибори відбулися 24 квітня 2016 року.

## Загальні відомості
- Крупецька сільська рада утворена в 1940 році.
- Територія ради: 58,551 км²
- Населення ради: 3 114 особи (станом на 2001 рік)

## Об'єднана територіальна громада
До Крупецької ОТГ входять села: Крупець, Гайки, Гнильче,Баранне, Срібне, Заміщина, Боратин, Гоноратка, Довгалівка, Михайлівка, Засів, Ситне, Табачуки, Гайки-Ситенські, Коти, Карпилівка.

## Склад ради
Рада складається з 22 депутатів та голови.
- Голова ради: Мошкун Віталій Володимирович

### Керівники ради попередніх скликань
| Прізвище, ім'я, по батькові | Основні відомості                                                                                  | Дата обрання | Дата звільнення |
| --------------------------- | -------------------------------------------------------------------------------------------------- | ------------ | --------------- |
| Зубов Степан Вікторович     | Сільський голова, 1948 року народження, член Української Народної Партії                           | 26.03.2006   | 31.10.2010      |
| Протас Володимир Васильович | Сільський голова, 1960 року народження, освіта вища, член Всеукраїнського об'єднання «Батьківщина» | 31.10.2010   |                 |

Примітка: таблиця складена за даними сайту Верховної Ради України